# فيحان المطيري
فيحان محمد المطيري لاعب كرة قدم سعودي.

## مسيرة اللاعب
لعب سابقاً في نادي العروبة ونادي القيصومة ونادي الباطن ونادي الرياض.